# Rezső Bálint

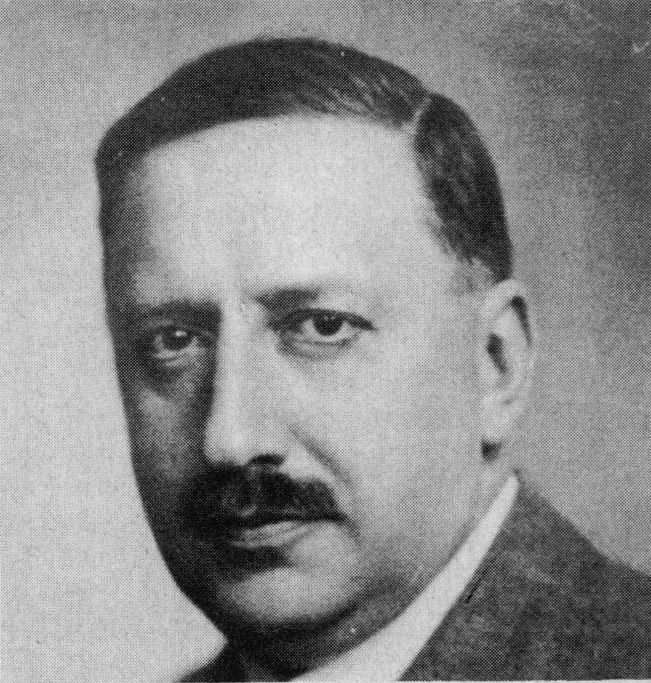
Rezső Bálint

Rezső Bálint (* 22. Oktober 1874 in Budapest, Königreich Ungarn; † 23. Mai 1929 in Budapest) war ein ungarischer Arzt für Innere Medizin,  Neurologe und Psychiater. Nach ihm wurde das Bálint-Syndrom benannt.

## Leben
Rezsö Bálint wirkte lebenslang in Budapest. Er studierte dort Medizin, erhielt 1897 den Doktor-Titel und arbeitete als Schüler und Assistent von Friedrich von Korányi (1828–1913). Nachdem er 1910 habilitiert wurde, erhielt er 1914 erst eine außerordentliche und zwei Jahre später eine volle Professur für Innere Medizin.
Er wurde am 25. Mai 1929 auf dem Kerepesi temető in Budapest beerdigt.

## Leistungen
Von Rezsö Bálint stammen grundlegende Arbeiten der Pathologie des vegetativen Nervensystems und der Pathogenese des Magengeschwüres durch Übersäuerung des Magens.
Er ist Erstbeschreiber eines nach ihm benannten neurologischen Syndromes, des Bálint-Syndromes (räumliche Aufmerksamkeitsstörung, Unfähigkeit zielgerichteter Folgebewegungen mit den Augen, Unfähigkeit zielgerichteter und von den Augen kontrollierter Hand-Bewegungen).